# Intyg om sjukförsäkringstillhörighet i Sverige
Intyg om sjukförsäkringstillhörighet i Sverige, ofta kallat sjukförsäkringsintyg eller utlandsintyg, ger innehavaren rätt till sjukvårdsförmåner vid tillfällig vistelse i vissa länder. Det utfärdas av Försäkringskassan.
Intyget har minskat i betydelse eftersom särskilda regler gäller inom EU, EES-området och Schweiz, se det europeiska sjukförsäkringskortet.
För närvarande gäller intyget, i olika omfattning, i följande länder och delstater:
- Algeriet
- Australien
- Israel
- Québec (i Kanada)
- Turkiet